# My Mom Jayne
My Mom Jane is een Amerikaanse documentaire uit 2025, gemaakt door Mariska Hargitay. De documentaire gaat over het leven van Jayne Mansfield, een actrice en sekssymbool uit de jaren 1950 en 1960, en Hargitay's moeder.

## Verhaal
De documentaire is gemaakt door Mariska Hargitay en gaat over het leven en de nalatenschap van haar moeder Jayne Mansfield. Mansfield, een actrice en sekssymbool in de jaren 1950 en 1960, kwam in 1967 om bij een auto-ongeluk toen Hargitay drie jaar oud was. Hargitay zat ten tijde van het ongeluk onder andere samen met haar broers in de auto maar overleefde het ongeluk. Door onder andere gesprekken met haar broers en zus, kennisen van Mansfield en het raadplegen van hun eigen familiearchief probeert Hargitay erachter wie haar moeder was en werden nooit eerder vertoonde foto’s en video’s gedeeld in de documentaire.

## Release
De documentaire werd aangekondigd in april 2025 en ging in première op 17 mei 2025 op het Filmfestival van Cannes. Op 20 juni 2025 kwam hij uit in een aantal bioscopen en op 27 juni 2025 werd de documentaire uitgebracht op HBO en HBO Max.

## Prijzen en nominaties
De belangrijkste:
| Jaar | Prijs      | Categorie               | Genomineerde(n)  | Uitslag     |
| ---- | ---------- | ----------------------- | ---------------- | ----------- |
| 2025 | L'Œil d'or | Filmfestival van Cannes | Mariska Hargitay | Genomineerd |